# Studnia w Kazalnicy

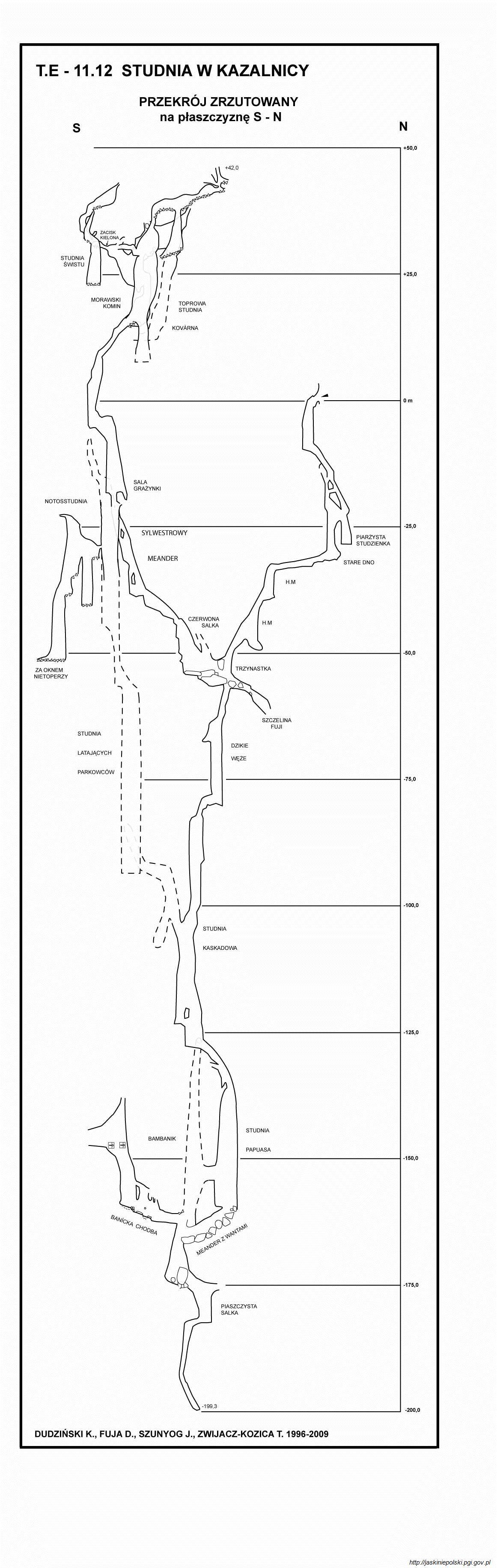
Przekrój jaskini

Studnia w Kazalnicy – jaskinia położona w Tatrach Zachodnich w Doliny Miętusiej. Wejście do niej znajduje się nad Wielką Świstówką, w dolnej części ściany Kazalnicy Miętusiej na wysokości 1545 metrów n.p.m. w dnie Wielkiego Komina, pod jego południowo-zachodnią ścianą. Jaskinia jest kontynuacją tego komina. Studnia w Kazalnicy jest stosunkowo słabo zbadana i udokumentowana. Długość odkrytych korytarzy wynosi obecnie około 1000 metrów, z czego zmierzonych jest 840. Deniwelacja wynosi prawdopodobnie 244 metry (głębokość 199 metrów, a przewyższenie około 45 metrów).

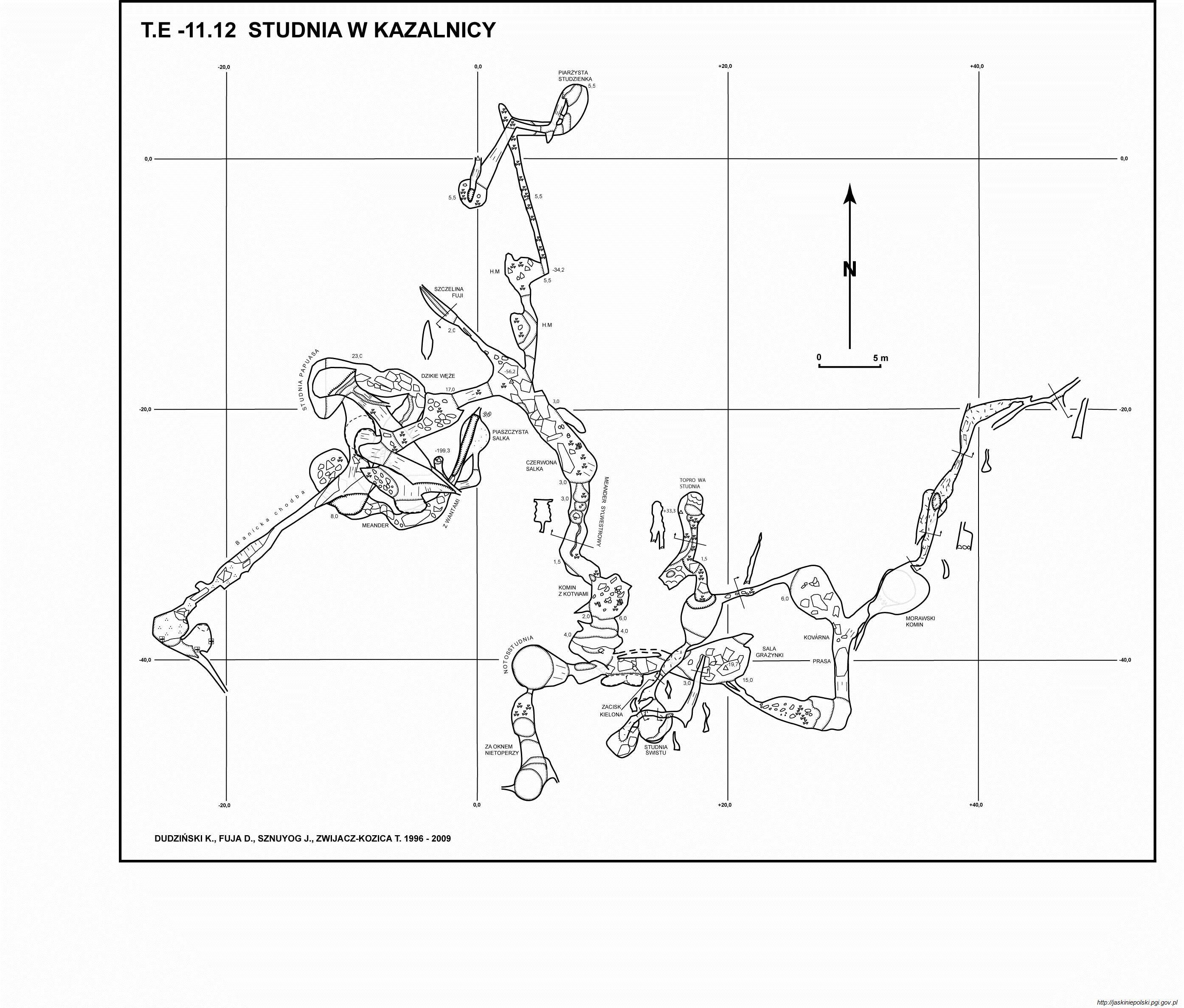
Plan jaskini

## Opis jaskini
Jest to jaskinia o ukształtowaniu pionowym. Składa się prawie wyłącznie ze studni, które są połączone krótkimi korytarzami. Niewielki otwór prowadzi przez korytarzyk (w bok odchodzi Ślepy Komin) i trawers nad Piarżystą Studzienką do salki Stare Dno i salki Trzynastka. Tu odgałęzia się ciąg wiodący w Górne Partie. Natomiast w dół przez studnie prowadzi główny ciąg jaskini. Najpierw jest studnia Dzikie Węże (17 metrów głębokości), potem Studnia Kaskadowa (47 metrów) i Studnia Papuasa (23 metry). Od Studni Kaskadowej odchodzi studnia Bambanik, która jest równoległa do Studni Papuasa i niżej łączy się z głównym ciągiem. Dalej zaczyna się Meander z Wantami prowadzący do Salki Piaszczystej, a stąd do Studni Beznadziei. Jej dno to najniższy punkt jaskini (−199 metrów).
Górne Partie. Z salki Trzynastki korytarz prowadzi do Czerwonej Salki. Stąd zaczyna się Sylwestrowy Meander idący do Komina z Kotwami (15 metrów). Powyżej komina znajduje się salka Górka Rozrządowa. Odchodzą stąd dwa ciągi. Jeden biegnie do Notosstudni (około 30 metrów) i nie nazwanej jeszcze studni o głębokości 22 metrów, a także do Studni Latających Parkowców (około 30 metrów), która łączy się poniżej ze Studnią Kaskadową. Drugi wiedzie do Salki Grażynki (odchodzą stąd nie do końca zbadane kominy), salki Kowarny (odchodzi stąd Morawski Komin i niezbadany ciąg), Salki O'lina i Toprowego Komina (15 metrów). Komin pokryty jest lodem. Jak wykazały pomiary, znajduje się on w bezpośrednim sąsiedztwie Jaskini Lodowej Miętusiej. Tu też znajduje się najwyżej położony zmierzony punkt w jaskini.

## Przyroda
W jaskini można spotkać nacieki grzybkowe, a w okolicach Górki Rozrządowej brunatne polewy naciekowe.
Wiosną pada deszcz podziemny przede wszystkim w Studni Kaskadowej. Mały lodospad znajduje się przez cały rok w Toprowej Studni.
Jaskinię zamieszkuje parę gatunków nietoperzy.

## Historia odkryć
Otwór jaskini był odgruzowywany przez blisko dwa lata przez zakopiańskich grotołazów. Pierwsi odkrywcy w 1973 roku dotarli do ciasnej szczeliny (Starego Dna), 34 metry poniżej otworu. Przez kilkanaście lat nie udało jej się przejść, a dodatkowym problemem stał się lód, który uniemożliwiał wejście do jaskini. Dopiero w połowie lat 90. udało się go wytopić przez okresowe zamykanie otworu wejściowego. W latach 1995 i 1996 odkryto obecnie znane dalsze partie jaskini.